# 吴强 (1910年)
吳強（1910年2月17日—1990年4月10日），原名汪大同、汪六滨，笔名吴蔷、叶如桐等，江苏涟水县高沟镇人，中国作家。著有长篇小说《红日》、《堡垒》等。

## 生平
自幼喜讀《西游记》、《三国演义》、《水浒传》、《三侠五义》等古典文學，最早與孟氏結婚。就读淮安中学。十四岁考取板浦省立第八师范学校（今江苏省海州师范学校）。中小学和大学求学时期几度辍学，做过酒店徒工和小学教师。在上海正风中学，吴强成了蒲风主持的“新诗歌会”和叶紫、陈企霞主持的“无名文艺社”成员。1933年2月在上海参加中国左翼作家联盟，任沪西正风中学小组组长，开始了文学生涯。1935年秋，在陈望道主办的《太白》半月刊上发表短篇小说《电报杆》，取材于他考取板浦师范的事。1935年，吴强的短篇小说《苦脸》获上海《大晚报》短篇小说征文奖。以后，他又在茅盾主编的《文艺阵地》上发表短篇小说《激流下》，散文《夜行》《老黑马》等。就读于河南大学期间，家里不再给他寄钱，吴强兼任了一家小学的校长和《河南晚报》副刊编辑，以资生活所需。以吴蔷、叶如桐等笔名在上海《大公报》和茅盾主编的《文艺阵地》上频频发表了反映抗日战争生活的短篇小说《激流下》、散文《夜行》等。1937年，吴强与王阑西、姚雪垠一起创办抗日救亡刊物《风雨周刊》。
1938年8月15日到皖南泾县云岭村参加新四军，1939年10月参加中国共产党。任新四军政治部宣教部干事、科长，新四军苏中第二分区政治部敌工部副部长。写下了独幕剧《一条战线》、《激变》、《皖南一家》等十多部作品，创作了《叶家集》、《小马投军》等中短篇小说。
國共內戰期間任新四军苏中军区政治部宣传部副部长、华东野战军第六纵队宣教部部长，亲历了第二次涟水战役与莱芜、孟良崮、渡江等著名战役。1949年任第十兵团政治部宣教部长，进驻厦门。
中华人民共和国成立后，历任华东军区政治部文化部副部长，行政十级。1952年转业到上海，先后任华东军政委员会文化部艺术处副处长兼华东局宣传部文艺处副处长、华东文学艺术界联合会党组成员、中国作家协会上海分会副主席、上海市文委秘书长、上海市政协第一至第六届委员，第一、五、六届上海市政协常委等。长篇小说《红日》，于1957年出版，对中国当代军事文学创作产生重大影响。六十年代初，吴强到江苏常熟县挂职担任县委副书记。电影故事片《红日》1963年5月1日全国正式公开上映。文化大革命期間遭到張春橋打壓，发配到奉贤农场担水浇菜。1978年平反，任上海市文联党组副书记，分管作协工作。兼《收获》文学刊物负责人。创作话剧《黄桥决战》于黄桥决战40周年在南京公演。
1990年4月10日上午8时15分病逝於华东医院。

## 家庭
與尹卜甄育有一子吴小庆。
其兄汪海清为著名画家。